# جنگل‌های مرطوب حاره‌ای جزایر کوک
جنگل‌های مرطوب حاره‌ای جزایر کوک (انگلیسی: Cook Islands tropical moist forests) بوم‌ناحیه‌ای از نوع جنگل‌های پهن‌برگ مرطوب حاره‌ای و جنب‌حاره‌ای در جزایر کوک جنوبی در جزایر کوک است.

## جغرافیا
جزایر کوک جنوبی زنجیره‌ای از جزایر آتشفشانی در اقیانوس آرام است. جزایر اصلی و مهم آن شامل آیتوتاکی، آتیو، مانگایا، مانوآئه، مائوکه، میتیارو و راروتونگا است. این بوم‌ناحیه پهنه‌ای به مساحت ۱۲۷ کیلومتر مربع (۴۹ مایل مربع) را می‌پوشاند. منشأ این جزایر آتشفشانی است، اگرچه همه آتشفشان‌ها اکنون خاموش شده‌اند.

## اقلیم
اقلیم این بوم‌ناحیه از نوع مرطوب و حاره‌ای است. این جزایر در جنوب‌شرقی کمربند بادهای بسامان قرار دارند و سمت بادگیر جنوب شرقی جزایر و قله‌ها مرطوب تر از جبهه‌های شمال غربی بادپناه است. مرطوب‌ترین ماه‌ها نوامبر و دسامبر است.